# Родне куће браће Тан у Бечеју
Родне куће браће Тан у Бечеју се налазе на територији општине Бечеј, у Бечеју, у Улици маршала Тита број 6 и 8, у друштвеној својини, саграђене у првој половини 19. века. Објекат се састоји из две куће које су утврђене за споменик културе од 2001. године.

## Историјат
Куће су подигнуте у првој половини 19. века. Налазе се на једној од главних улица Бечеја. Некада је то била велика грађанска кућа са вртом, али је касније деобом подељена на два дела.
У кући су рођена браћа Тан - значајна и позната имена уметности и науке чије стваралаштво има значај у културном наслеђу Југославије и Европе 19. века.

### Тан Мор
Тан Мор (Than Mór) је био академски сликар,  рођен  1828. године. Гимназију је завршио у Калочу, а у Пешти филозофију и права. Упоредо са правом почео је да изучава и сликарство. У Бечу је наставио школовање из области сликарства. Био је изразити је представник академског сликарства. Његову оставштину чине слике са историјским сценама, религиозним темама, портретима. Умро је у Трсту 1899. године.

### Тан Карољ
Тан Карољ ( Than Károly ili Carl von Than) је био знаменити научник, хемичар, рођен 1834. године. Основну школу је завршио у Бечеју. Радио је у апотекама да би зарадио за даље школовање. Студије медицине и, касније, хемије завршио је у Бечу. Докторирао је 1858. године у Прагу. Потом је студирао у Хајделбергу и Паризу. Имао је важну улогу у организацији наставе хемије на високошколском и средњем нивоу, у организацији научног живота при Мађарској академији наука, као и у раду на популарисању науке у Природословном друштву. 
Титулу почасног грађанина Бечеја му је управа града доделила 1902. године. На Универзитету у Грацу до пензионисања 1908. године је био професор. Те године је добио титулу барона, када је изненада преминуо у Будимпешти.
Издавао је први мађарски часопис посвећен хемији и био је председник Мађарског друштва природних наука од 1872. године до смрти.

## Изглед кућа
Кућа је приземна са основом у облику ћириличног слова Г. Улична фасада је обликована симетрично у односу на центално постављену колску капију, у еклектичком духу са применом елемената класицизма.  
Оригинална фасада није сачувана јер је мењана неколико пута. Садашња фасада носи одлике еклектицизма.
Кућа је била грађена од набоја и ћерпича а временом су поједини делови зидова замењивани опеком. Улична фасада је богато декорисана. 
На фасади се налази осам прозора и колска капија, у пет поља која су оивичена пиластрима. Прозори су оивичени плитким пиластрима изнад којих се налазе профилисани тимпанони. Отвор капије је завршен сегментним луком. Колска капија је трокрилна са застакљеним надсветлом, богато декорисана класицистичким елементима.

## Куће данас
Године 2013. отворена је обновљена Родна кућа браће Тан. Објекат има функцију спомен-куће и културног центра. Кућа је тада предата на употребу "Друштву интелектуалаца браћа Тан" из Бечеја са идејом да служи едукацији деце и омладине у области физике, хемије и уметности.
У левом крилу куће налази се музејско-изложбени и санитарни део, у који се приступа из улазног хола, и са терасе. Овај простор садржи две спомен собе лоциране уз улицу и два изложбена простора. У десном крилу се налазе клубска просторија са бифеом, у коју се приступа из хола и са терасе, и две канцеларије - радионице лоциране уз улицу.